# Tadeusz Kawecki
Tadeusz Bartłomiej Kawecki (ur. 21 lub 28 maja 1886 w Ropie, zm. 21 października 1941 w ZSRR) – podpułkownik dyplomowany artylerii Wojska Polskiego, kawaler Orderu Virtuti Militari.

## Życiorys
Urodził się 21 lub 28 maja 1886 w Ropie. W latach 1912–1913 wziął udział w mobilizacji sił zbrojnych Monarchii Austro-Węgierskiej, wprowadzonej w związku z wojną na Bałkanach. W czasie I wojny światowej walczył w szeregach cesarsko-królewskiej Obrony Krajowej. Na stopień porucznika został mianowany ze starszeństwem z 1 listopada 1915 roku. W 1918 roku jego oddziałem macierzystym był Pułk Artylerii Polowej Nr 143.
W 1918 został przyjęty do Wojska Polskiego i zatwierdzony do stopnia porucznika. 1 czerwca 1921 roku pełnił służbę w Dowództwie Okręgu Generalnego „Lwów”, a jego oddziałem macierzystym był 12 dywizjon artylerii ciężkiej.
Został awansowany do stopnia podpułkownika w artylerii ze starszeństwem z dniem 1 czerwca 1919. W 1923, 1924 służył w 6 pułku artylerii ciężkiej we Lwowie, w tym w 1923 jako oficer nadetatowy przydzielony do Sztabu Głównego pełnił stanowisko szefa Oddziału V Sztabu we lwowskim Dowództwie Okręgu Korpusu Nr VI. Z dniem 1 listopada 1924 roku został przydzielony z DOK VI do 6 pac z równoczesnym odkomenderowaniem na roczny kurs doszkolenia w Wyższej Szkole Wojennej w Warszawie. Z dniem 15 października 1925 roku, po ukończeniu kursu i otrzymaniu dyplomu naukowego oficera Sztabu Generalnego, został przydzielony do 6 pac i wyznaczony na stanowisko dowódcy I dywizjonu. 12 kwietnia 1927 roku został mianowany podpułkownikiem ze starszeństwem z dniem 1 stycznia 1927 roku i 14. lokatą w korpusie oficerów artylerii. W 1928 był przydzielony z macierzystego pułku do służby w Powiatowej Komendzie Uzupełnień Lwów Miasto. W styczniu 1929 został przeniesiony do Powiatowej Komendy Uzupełnień Kołomyja II na stanowisko komendanta. W styczniu następnego roku został zwolniony z zajmowanego stanowiska i oddany do dyspozycji dowódcy Okręgu Korpusu Nr VI. Z dniem 30 czerwca 1930 roku został przeniesiony w stan spoczynku. W 1934 jako oficer rezerwy był przydzielony do Oficerskiej Kadry Okręgowej nr VI jako oficer przewidziany do użycia w czasie wojny i pozostawał wówczas w ewidencji Powiatowej Komendy Uzupełnień Lwów Miasto.
Podczas II wojny światowej był podpułkownikiem dyplomowanym Polskich Sił Zbrojnych w ZSRR. Zmarł 21 października 1941 na obszarze ZSRR. Został pochowany na cmentarzu w Dżyzaku.

## Ordery i odznaczenia[18]
- Krzyż Srebrny Orderu Wojskowego Virtuti Militari nr 5753 – 10 sierpnia 1922[19]
- Krzyż Walecznych
- Medal Pamiątkowy za Wojnę 1918–1921
- Medal Dziesięciolecia Odzyskanej Niepodległości
- Odznaka pamiątkowa „Orlęta”
- Krzyż Pamiątkowy Mobilizacji 1912–1913 (Austro-Węgry)